# Richard Ellis
Richard Salisbury Ellis (* 25. května 1950) je britský astronom, působí jako profesor astrofyziky na University College London a rovněž jako vedoucí vědecký pracovník na Evropské jižní observatoři.

## Život
Vystudoval astronomii na University College London a na Oxfordské univerzitě, kde v roce 1974 získal doktorát. Po dokončení studií působil na Durham University, kde byl roku 1985 jmenován profesorem a rovněž va roky na Královské greenwichské observatoři. V roce 1993 přesídlil na univerzitu v Cambridgi, kde vedl astronomický instutut. Roku 1999 ískal profesorské místo na Kalifornském technologickém institutu, těsně po příchodu do Kalifornie byl jmenován ředitelem observatoře Palomar. Po 16 letech v Kalifornii se v roce 2015 vrátil do Evropy. K roku 2016 žije v Mnichově.
Ellis pracuje převážně v oboru pozorovací kosmologie. Studuje vznik a vývoj galaxií, vývoj velkorozměrových struktur vesmíru, nebo povahu a rozložení temné hmoty. V rámci Morphsovy kolaborace studuje vznik a morfologii vzdálených galaxií. Dále se věnuje aplikaci gravitačních čoček a rudému posuvu u vzdálených supernov. Byl členem týmu Supernova Cosmology Project, jehož vedoucí Saul Perlmutter získal v roce 2011 Nobelovu cenu za fyziku za pekvapiváý objev zrychlování expanze vesmíru. Jeho nejnovější práce se týká pártání po nejstarších známých galaxiích z doby, kdy měl vesmír jen několik procent současného stáří.
Jko profesor na Kalifornském technologickém institutu a ředitel observatoře Palomar, hrál Ellis klíčovou roli při rozvoji vědecké a technické stránky, stejně jako vzniku partnerství pro Třicetimetrový dalekohled. Jde o společný projekt zahrnující Kalifornský technologický institut, Kalifornskou univerzitu, Kanadu, Japonsko, Čínu a Indii, ve snaze postavit optický dalekohled o průměru zrcadla třicet metrů na Havaji. Šlo by o největší dalekohled na Havaji a druhý největší dalekohled na světě.
V roce 2008 získal Řád britského impéria.